# Clavicollis balazuci
Clavicollis balazuci là một loài bọ cánh cứng trong họ Anthicidae. Loài này được Bonadona miêu tả khoa học năm 1986.